# Centraal Orgaan opvang asielzoekers
Het Centraal Orgaan opvang asielzoekers, afgekort tot COA biedt in opdracht van het ministerie van Asiel en Migratie opvang aan asielzoekers die naar Nederland komen. Het COA is een zelfstandig bestuursorgaan en voert in die hoedanigheid zelfstandig een overheidstaak uit. De staatssecretaris van het ministerie van Justitie en Veiligheid is politiek verantwoordelijk. Het centraal bureau van het COA is in Den Haag gevestigd en het centrale aanmeldcentrum is in Ter Apel. Het COA is verantwoordelijk voor plaatsing en opvang van asielzoekers in opvanglocaties verspreid over heel Nederland, totdat over hun asielaanvraag is beslist. Het COA zorgt voor de eerste levensbehoeften zoals huisvesting en uitbetaling van zakgeld, en regelt voor hen een betaalrekening. Dat gaat via Yoursafe, de asielzoekers krijgen niet de mogelijkheid van automatische incasso.
Het COA is in 1994 ingesteld bij de Wet Centraal Orgaan opvang asielzoekers. Deze wet is tevens de grondslag voor de verstrekkingen, die nader zijn uitgewerkt in twee ministeriële regelingen: de Regeling verstrekkingen asielzoekers (Rva, 1997) en de Regeling verstrekkingen bepaalde categorieën vreemdelingen (Rvb). De toenmalige algemeen directeur Nurten Albayrak kwam in september 2011 in opspraak wegens onder meer corruptie en het creëren van een angstcultuur. Haar is in april 2012 ontslag aangezegd.
De beveiliging op de asielzoekerscentra is sinds 2013 na een aanbesteding uitbesteed aan het particuliere beveiligingsbedrijf Trigion.

## Organisatie
Het COA is een zelfstandig bestuursorgaan (zbo). Het bestuur is verantwoordelijk voor de dagelijkse leiding van het COA. Het ministerie van Asiel en Migratie is opdrachtgever én toezichthouder. De politieke verantwoordelijkheid ligt bij de minister van Asiel en Migratie.

### Bevoegdheden
Het bestuur is verantwoordelijk voor de uitvoering van de taken zoals beschreven in de Wet COA. De bevoegdheden van het bestuur zijn verder uitgewerkt in de Bevoegdhedenregeling COA. Daarin is ook vastgelegd welke mandaten en volmachten aan medewerkers kunnen worden verleend.

### Organisatie
De organisatie kent 3 directies: Bedrijfsvoering, Opvang & Begeleiding en Vakontwikkeling en -ondersteuning. De opvanglocaties (azc's) vallen onder de directie Opvang & Begeleiding. Ze zijn ingedeeld in 4 regio’s met elk een eigen regiomanager.
Bestuur en directies worden ondersteund door 3 stafafdelingen (Audit, Concerncontrol en Strategie, Bestuur en Omgeving) die hen adviseren over onder meer informatiemanagement, veiligheids- en rechtmatigheidszaken, communicatie en internationale vraagstukken. Ze monitoren ook hoe het COA zijn resultaten behaalt binnen de gegeven kaders.

### Bestuur
Het bestuur van COA bestaat uit drie leden:
- Milo Schoenmaker is sinds 15 januari 2019 voorzitter van het bestuur. Binnen het bestuur is Schoenmaker het aanspreekpunt voor de opdrachtgever het ministerie van Justitie en Veiligheid en voor de migratieketen. Hij is als portefeuillehouder verantwoordelijk voor Opvang, Gezondheidszorg, Huisvesting vergunninghouders, Vastgoed/capaciteit, Internationaal, Duurzaamheid, Flexibilisering asielketen inclusief ontwikkeling Gemeenschappelijke Vreemdelingenlocatie (GVL) en Terugkeer.
- Joeri Kapteijns is sinds 1 november 2019 bestuurslid van het COA. Kapteijns is binnen het bestuur het aanspreekpunt voor de opdrachtgever ministerie van Sociale Zaken en Werkgelegenheid. Daarnaast is hij portefeuillehouder voor onder meer (Voor)inburgering & participatie, Alleenstaande minderjarige vreemdelingen, Bijzondere opvang, Spoor 2, Veiligheid & aanpak overlast en Kwetsbare groepen zoals LHBTI.
- Anita Bastiaans is sinds 1 januari 2024 bestuurslid van het COA. Bastiaans is het aanspreekpunt voor de accountant, SBB, contractpartijen (zoals Microsoft en Start People), voor Trigion en catering. Daarnaast is ze portefeuillehouder voor onder meer planning & controlcyclus en de financiën, voor de Meerjarenstrategie van het COA, het strategisch personeelsbeleid, de organisatieontwikkeling, ict, data, digitalisering en informatiebeveiliging, avg en duurzaamheid.

### Adviesraad
Sinds 2016 kent het COA een adviesraad. De adviesraad kan het bestuur gevraagd en ongevraagd adviseren. De adviesraad bestaat uit vijf leden met ieder een eigen expertise. Leden adviesraad zijn:
- Yasemin Tümer (voorzitter, aandachtsgebieden integratie, participatie en diversiteit) is zelfstandig ondernemer/investeerder in vrouwelijk ondernemerschap vanuit haar eigen investeringsbedrijf en via TheNextWomen Fund. Zij was onder meer lid van de commissie PAVEM voor participatie van migrantenvrouwen, lid van de Emancipatieraad en commissaris bij de Goede Doelen Loterijen. Verder is zij bestuurslid van Women Inc., voorzitter van Akoesticum en voorzitter van United Succes Foundation.
- Shermin Amiri (aandachtsgebied bewonersperspectief) is werkzaam als coach bij het team Statushouders voor de gemeente Rotterdam. Hij kwam in 2012 als politiek vluchteling uit Iran naar Nederland en bekleedde meerdere functies voor Vluchtelingenwerk Zuidwest-Nederland, waaronder senior teamleider Asiel en Integratie. De laatste jaren was hij werkzaam als adviseur en strategisch projectleider bij  verschillende nieuwkomersinitiatieven en organisaties.
- Marien de Langen (aandachtsgebieden huisvesting en capaciteit) is bestuursvoorzitter van de Amsterdamse woningcorporatie Stadgenoot en heeft een uitgebreide ervaring in het werkveld van huisvesting en vastgoed. Onder andere als voorzitter van de raad van bestuur van woningstichting Mitros te Utrecht en daarvoor als directeur bij de dienst Stedenbouw en Volkshuisvesting in Rotterdam.
- Krishna Taneja (aandachtsgebied veiligheid) is directeur van de Veiligheidsregio Noord-Holland-Noord. Tot oktober 2020 was hij directeur Nationale Veiligheid bij TNO en in die hoedanigheid belast met de digitalisering en innovatie van veiligheidsorganisaties. Ook vervulde hij diverse functies bij de politie, waaronder districtschef en adviseur van de korpsleiding op het gebied van crisis en terrorisme.
- Sigrid Verweij (aandachtsgebied communicatie) is Director Public Affairs, Communication and Sustainability bij Coca-Cola European Partners. Zij heeft daarvoor jarenlang als secretaris en teammanager bij VNO-NCW en MKB-Nederland gewerkt. De laatste acht jaar was zij daar directeur Communicatie en MVO.

### Toezicht
Het toezicht op het COA ligt sinds 2017 bij de minister van Justitie en Veiligheid, ondersteund door het departement. Bij het toezicht staat de taakuitvoering van de Wet COA centraal. De politieke verantwoordelijkheid voor het COA ligt bij de staatssecretaris van Justitie en Veiligheid.

## Locaties
Nederland heeft in totaal 51 asielzoekerscentra verspreid over het hele land. Gemiddeld biedt een azc onderdak aan ongeveer 500 tot 600 mensen. De eerste twee asielzoekerscentra werden geopend in 1987 door minister Elco Brinkman van het ministerie van Welzijn, Volksgezondheid en Cultuur in Luttelgeest en Slagharen.

### Opvanglocaties per cluster
Bron: COA
| Groningen Azc Delfzijl Azc Ter Apel* Friesland Azc Burgum* Azc Drachten Azc St. Annaparochie Azc Balk Azc Wolvega Drenthe/Overijssel Azc Almelo Azc Emmen Azc Hardenberg Azc Schalkhaar* Azc Zweeloo Regionale Opvanglocatie Zwolle | Gelderland Azc Arnhem Elderhoeve Azc Arnhem Vreedenburgh (Zuid) Azc Harderwijk Azc Nijmegen* Azc Wageningen Azc Winterswijk Azc Zutphen Utrecht/Zuid-Holland Azc Amersfoort Azc 's-Gravendeel Azc Katwijk Azc Leersum* Azc Utrecht | Flevoland/Noord-Holland Azc Alkmaar Azc Almere Azc Den Helder Azc Dronten* Azc Heerhugowaard Azc Luttelgeest Noord-Brabant/Zeeland Azc Budel-Dorplein Azc Budel-Cranendonck Azc Gilze en Rijen* Azc Goes Azc Grave Azc Oisterwijk Azc Breda Limburg Azc Baexem* Azc Pey (Echt) Azc Heerlen Azc Venlo |

(*) Locatie van clusterkantoor

## Websites
- Officiële website
- Wet Centraal Orgaan opvang asielzoekers
- COA-locaties